# デインヒルダンサー
デインヒルダンサー（Danehill Dancer）はアイルランドで生産され、調教を受けた競走馬。引退後は種牡馬として活躍した。主な勝ち鞍は、フェニックスステークス、ナショナルステークス。

## 現役時代
1995年の7月のデビュー戦を勝利すると、わずかデビュー2戦目で1ヶ月後のフェニックスステークスに勝利。続くナショナルステークスにも勝利し、アイルランドの牡馬2歳G1を総なめにする。続いてイギリスにわたり、デューハーストステークスに出走するもアルハースに2馬身差以上つけられて完敗する。
年が明けて1996年。G3グリーナムステークスを勝利し、2000ギニーに駒を進めるも6着と惨敗し、プール・デッセ・デ・プーラン（フランス2000ギニー）でも9着と惨敗。以後精彩を欠き、そのまま勝利を上げられずに1997年のG3デュークオブヨークステークスの7着を最後に引退した。

## 種牡馬時代
引退後の1998年にクールモアスタッドで種牡馬入り。初年度の種付料は4000愛ギニーとそれほど大きな期待はされていなかった。しかし、2001年に初年度産駒がデビューすると、英豪のスプリントG1を制したChoisirなど、シャトル先のオーストラリアを中心に活躍馬を送り出し、脚光を浴びるようになる。
初年度産駒の活躍に父デインヒルの死が重なり、2003年からは父の後継として多数の有力繁殖牝馬と配合されるようになる。その結果、産駒成績はさらに向上し、英愛G1を4勝のマスタークラフツマンなど多数のG1勝ち馬を輩出。2009年には英愛リーディングサイアーにまで上り詰めた。種付料も最高で2007年、2008年の11万5000ユーロと、初年度の20倍以上に上昇していた。
2014年に受胎率低下のため種牡馬引退。
2017年の3月11日～12日、老衰のため安楽死措置が取られ24歳で死亡。
産駒は短距離からマイル前後を得意とするものが目立つが、配合次第で2400メートル前後をこなすタイプも出る。

### 主な産駒
※G1競走（斜体はローカルグレード）の勝ち馬を生年ごとにアルファベット順で記載。
1999年産
- Choisir - ゴールデンジュビリーステークス、ライトニングステークス
- Private Steer - ストラドブロークハンデキャップ、オールエイジドステークス、ドンカスターハンデキャップ
- Where or When - クイーンエリザベス2世ステークス

2003年産
- Speciosa - 英1000ギニー

2004年産
- Alexander Tango - ガーデンシティハンデキャップ
- Arapaho Miss -　VRCオークス
- Light Fantastic -　オーストラリアンギニー
- Miss Beatrix - モイグレアスタッドステークス
- Risky Buisiness - シンガポールゴールドカップ

2005年産
- Atomic Force - ザギャラクシー、レイルウェイステークス

2006年産
- Again - モイグレアスタッドステークス、愛1000ギニー
- Ave - フラワーボウルインビテーショナルステークス
- Mastercraftsman - フェニックスステークス、ナショナルステークス、愛2000ギニー、セントジェームズパレスステークス
- Super Satin - 香港ダービー

2007年産
- Alfred Nobel - フェニックスステークス
- Lillie Langtry - コロネーションステークス、メイトロンステークス
- Planteur - ガネー賞
- Steps In Time - クールモアクラシック

2008年産
- Dancing Rain - 英オークス、独オークス

2010年産
- Duntle - メイトロンステークス
- Esoterique - ロートシルト賞、ジャック・ル・マロワ賞、サンチャリオットステークス
- Hillstar - カナディアンインターナショナルステークス

2012年産
- Legatissimo - 英1000ギニー、ナッソーステークス、メイトロンステークス

### ブルードメアサイアーとしての主な産駒
2011年産
- ディライトフル - 2019年京都ジャンプステークス（父フジキセキ、母ラスティックフレイム）[3]

2013年産
- Minding - 2015年モイグレアスタッドステークス、フィリーズマイル、2016年英1000ギニー、英オークス、プリティーポリーステークス、ナッソーステークス、クイーンエリザベス2世ステークス（父Galileo、母Lillie Langtry）[3]
- The Gurkha - 2016年仏2000ギニー、サセックスステークス（父Galileo、母Chintz）[3]
- Alice Springs - 2016年ファルマスステークス、愛メイトロンステークス、サンチャリオットステークス（父Galileo、母Aleagueoftheirown）

2014年産
- Kitesurf - 2018年ヴェルメイユ賞（父Dubawi、母Shimmering Surf）[3]

2016年産
- Sovereign - 愛ダービー（父Galileo、Devoted To You）

2017年産
- Serpentine - 2020年ダービーステークス（父Galileo、母Remeber when）[4]
- Duopoly - 2020年アメリカンオークス（父Animal Kingdom、母Justaroundmidnight）
- Subjectivist - 2020年ロワイヤルオーク賞、ゴールドカップ（父Teofilo、母Reckoning）
- Helvic Dream - 2021年タタソールズゴールドカップ（父Power、母Rachevie）
- テルツェット - 2021年ダービー卿チャレンジトロフィー、2021年・22年クイーンステークス（父ディープインパクト、母ラッドルチェット）

2018年産
- Empress Josephine - 2021年愛1000ギニー（父Galileo、母Lillie Langtry）
- Loving Dream - 2021年ロワイヤリュー賞（父Gleneagles、母Kissable）
- ヨカヨカ - 2021年北九州記念（父スクワートルスクワート、母ハニーダンサー）

2019年産
- Luxembourg - 2021年フューチュリティトロフィー、2022年アイリッシュチャンピオンステークス、2023年タタソールズゴールドカップ、2024年コロネーションカップ（父Camelot、母Attire ）
- Tuesday - 2022年英オークス、BCフィリー＆メアターフ（父Galileo、母Lillie Langtry）
- ゼッフィーロ - 2023年アルゼンチン共和国杯（父ディープインパクト、母ワイルドウインド）[5]

2021年産
- アスコリピチェーノ - 2023年阪神ジュベナイルフィリーズ、新潟2歳ステークス、2024年京成杯オータムハンデキャップ、2025年1351ターフスプリント、ヴィクトリアマイル（父ダイワメジャー、母アスコルティ）
- Jan Brueghel - 2024年英セントレジャー、2025年コロネーションカップ（父Galileo、母Devoted To You）
- ヴェローチェエラ - 2025年函館記念（父リアルスティール、母イプスウィッチ）

2022年産
- Hotazhell - 2024年フューチュリティトロフィー（父Too Darn Hot、母Azenzar）

## 血統表
| デインヒルダンサーの血統          | デインヒルダンサーの血統                            | デインヒルダンサーの血統                            | （血統表の出典）                                    | （血統表の出典）    |
| 父系                              | ダンジグ系(デインヒル系)                            | ダンジグ系(デインヒル系)                            | ダンジグ系(デインヒル系)                            | [ § 2 ]             |
| 父 *デインヒル Danehill 1986 鹿毛 | 父の父Danzig 1977 鹿毛                              | Northern Dancer                                     | Nearctic                                            | Nearctic            |
| 父 *デインヒル Danehill 1986 鹿毛 | 父の父Danzig 1977 鹿毛                              | Northern Dancer                                     | Natalma                                             |                     |
| 父 *デインヒル Danehill 1986 鹿毛 | 父の父Danzig 1977 鹿毛                              | Pas de Nom                                          | Admiral's Voyage                                    | Admiral's Voyage    |
| 父 *デインヒル Danehill 1986 鹿毛 | 父の父Danzig 1977 鹿毛                              | Pas de Nom                                          | Petitioner                                          |                     |
| 父 *デインヒル Danehill 1986 鹿毛 | 父の母Razyana 1981 鹿毛                             | His Majesty                                         | Ribot                                               | Ribot               |
| 父 *デインヒル Danehill 1986 鹿毛 | 父の母Razyana 1981 鹿毛                             | His Majesty                                         | Flower Bowl                                         |                     |
| 父 *デインヒル Danehill 1986 鹿毛 | 父の母Razyana 1981 鹿毛                             | Spring Adieu                                        | Buckpasser                                          | Buckpasser          |
| 父 *デインヒル Danehill 1986 鹿毛 | 父の母Razyana 1981 鹿毛                             | Spring Adieu                                        | Natalma                                             |                     |
| 母 Mira Adonde 1986 鹿毛          | 母の父Sharpen Up 1969 栗毛                          | *エタン                                             | Native Dancer                                       | Native Dancer       |
| 母 Mira Adonde 1986 鹿毛          | 母の父Sharpen Up 1969 栗毛                          | *エタン                                             | Mixed Marriage                                      |                     |
| 母 Mira Adonde 1986 鹿毛          | 母の父Sharpen Up 1969 栗毛                          | Rocchetta                                           | Rockefella                                          | Rockefella          |
| 母 Mira Adonde 1986 鹿毛          | 母の父Sharpen Up 1969 栗毛                          | Rocchetta                                           | Chambiges                                           |                     |
| 母 Mira Adonde 1986 鹿毛          | 母の母Lettre d'Amour 1979 芦毛                      | Caro                                                | *フォルティノ                                       | *フォルティノ       |
| 母 Mira Adonde 1986 鹿毛          | 母の母Lettre d'Amour 1979 芦毛                      | Caro                                                | Chambord                                            |                     |
| 母 Mira Adonde 1986 鹿毛          | 母の母Lettre d'Amour 1979 芦毛                      | Lianga                                              | *ダンサーズイメージ                                 | *ダンサーズイメージ |
| 母 Mira Adonde 1986 鹿毛          | 母の母Lettre d'Amour 1979 芦毛                      | Lianga                                              | Leven Ones                                          |                     |
| 母系(F-No.)                       | (FN:22-b)                                           | (FN:22-b)                                           | (FN:22-b)                                           | [ § 3 ]             |
| 5代内の近親交配                   | Native Dancer 5×5×4×5 = 15.63% Natalma 4×4 = 12.50% | Native Dancer 5×5×4×5 = 15.63% Natalma 4×4 = 12.50% | Native Dancer 5×5×4×5 = 15.63% Natalma 4×4 = 12.50% | [ § 4 ]             |
| 出典                              | 1. 2. 3. 4.                                         | 1. 2. 3. 4.                                         | 1. 2. 3. 4.                                         | 1. 2. 3. 4.         |

## 参考
- Danehill Dancer | Details | Bloodstock Stallion Book | Racing Post